# Lavina v Galtüru (1999)
K lavinové katastrofě v Galtüru došlo 23. února 1999 kolem 16 hodin místního času. Lavina, která částečně zasypala vesnice Galtür a Valzur, zabila 38 lidí. Šlo o největší lavinové neštěstí v dějinách Rakouska a o nejtragičtější lavinu v Alpách od laviny ve Val-d'Isère v roce 1970.
O tragédii byl v roce 2005 natočen druhý díl druhé řady amerického dokumentárního cyklu Vteřiny před katastrofou s názvem Alpské tsunami.